# Владимир Ковачевић (фудбалер, 1992)
Владимир Ковачевић (Оџаци, 11. новембра 1992) српски је фудбалер.

## Трофеји и награде
Шериф Тираспољ
- Национална дивизија Молдавије : 2018,[7] 2019.[8]

- Куп Молдавије : 2018/19.[8]